# Vivianne Miedema
Anna Margaretha Marina Astrid Miedema, detta Vivianne (Hoogeveen, 15 luglio 1996), è una calciatrice olandese, attaccante del Manchester City e della nazionale olandese.
Con la selezione under 19 si è laureata campionessa d'Europa all'edizione di Norvegia 2014, risultando anche capocannoniere del torneo, e con la nazionale maggiore ha vinto l'Europeo casalingo del 2017.

## Caratteristiche tecniche
Ha come modello Robin van Persie. Attaccante da un ottimo fiuto del gol, è la miglior realizzatrice della nazionale della storia tra tutte le categorie.

## Carriera

### Club
Vivianne Miedema si appassiona al calcio fin da piccola ed inizia a giocare giovanissima tesserandosi con l'HZVV (Hoogeveense Zaterdag Voetbal Vereniging), società calcistica di Hoogeveen, dove viveva con i genitori, già nel 2001. Con l'HZVV rimane fino al 2009 quando si tessera con il VV de Weide, altra società calcistica della città della provincia della Drenthe. Con quest'ultima rimane per due stagioni, fino al 2011, anno in cui coglie l'occasione di giocare in Eredivisie, l'allora massimo livello del campionato olandese femminile di calcio.
In quell'anno sottoscrive un contratto con l'Heerenveen, divisione femminile del club con sede nell'omonima città della Frisia. Con l'SV Heerenveen rimarrà tre stagioni cogliendo nella prima il miglior risultato di club nel campionato 2011-2012, dove la squadra otterrà il quarto posto, e nella Coppa d'Olanda raggiungendo la finale. Le due successive stagioni si rivelarono più negative per il club cogliendo un settimo posto in Eredivisie nel 2012-2013 e un undicesimo posto in quella successiva, passata nella nuova BeNe League ciò nonostante Vivianne Miedema si sia laureata capocannoniere in entrambe le stagioni rispettivamente con 10 e con 27 gol.
Nell'estate 2014 decide di accettare la proposta del Bayern Monaco trasferendosi in Germania per giocare uno dei più difficili campionati europei, la Frauen-Bundesliga.
Nell'estate 2017 ha lasciato il Bayern Monaco per trasferirsi in Inghilterra tra le file dell'Arsenal. Il 15 dicembre 2019 segna la sua rete numero 200 dopo 215 partite giocate in un club.
Il 5 luglio 2024, viene ingaggiata a parametro zero dal Manchester City, sempre nella massima serie inglese, con cui firma un contratto triennale.

### Nazionale
Viene convocata nella Nazionale under 17 con la quale scende in campo per la prima volta il 26 aprile 2012 nella partita giocata al Gentofte Stadium, Gentofte, con le pari età della Nazionale danese, nel secondo turno per le qualificazioni al Campionato europeo 2012 di categoria, match conclusosi per 1 a 2 a favore della Danimarca. In quell'occasione è suo l'unico gol siglato al sesto minuto per il momentaneo vantaggio della squadra olandese.
Nel 2013 veste la maglia delle Orange under 19 disputando il Campionato europeo 2014 di categoria conclusosi con la conquista del torneo da parte delle olandesi con il concreto apporto di Miedema che siglando 6 reti nella fase finale si fregerà del titolo di capocannoniere.

#### Nazionale maggiore

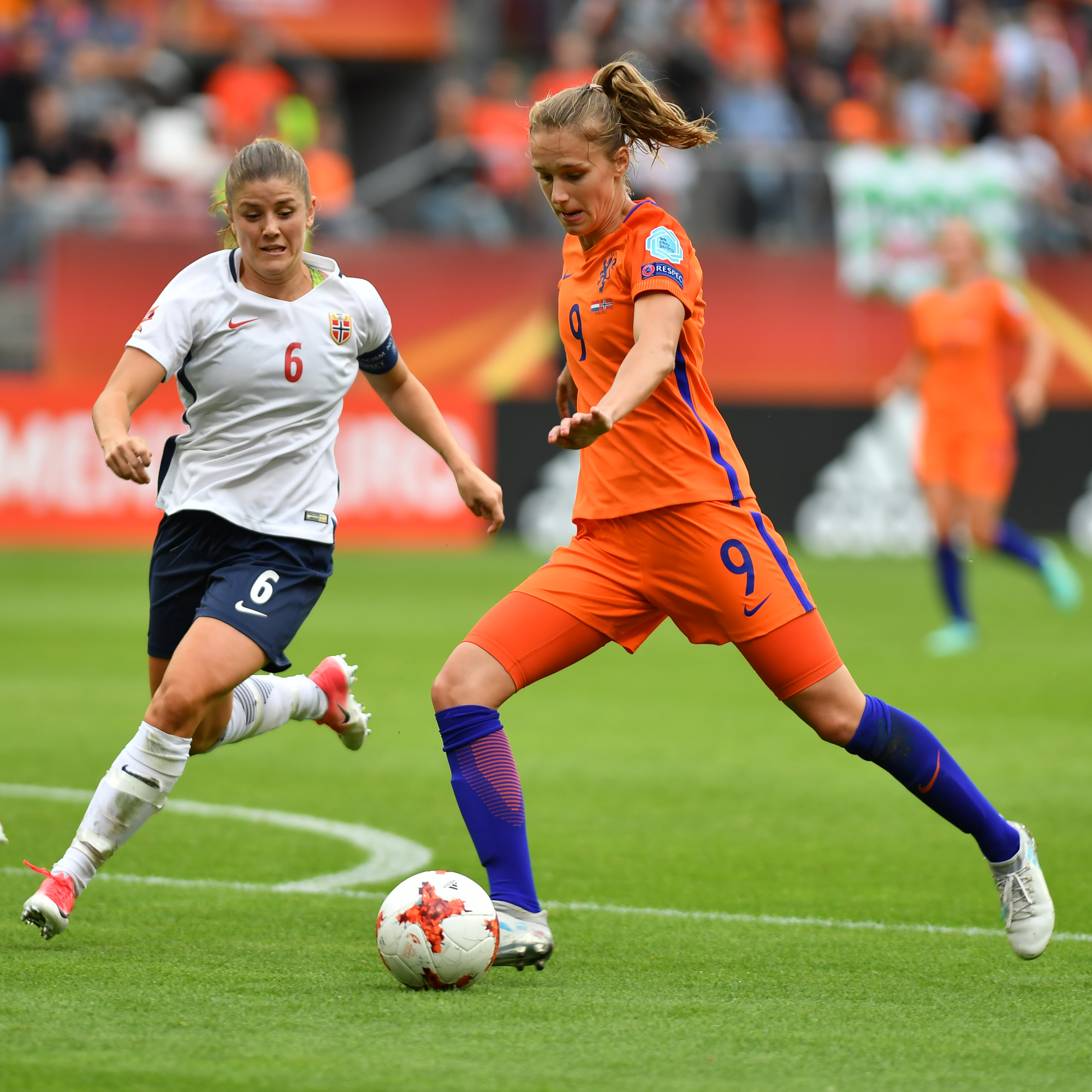
Miedema (a destra) viene contrastata dalla norvegese Maren Mjelde nella partita d'esordio al campionato d'Europa 2017.

Convocata dal CT Roger Reijners, debutta in nazionale maggiore il 26 settembre 2013, all'età di 17 anni, subentrando all'84' a Lieke Martens nella partita disputata a Tirana, vinta contro l'Albania (0-4) e valevole per il Gruppo 5 di qualificazione al campionato del mondo 2015, dove il sorteggio ha abbinato le Oranje a Belgio, Grecia, Norvegia e Portogallo. Proprio contro le lusitane mette a segno i suoi primi gol in nazionale il 26 ottobre quando, dopo essere entrata in campo al 75', realizza una tripletta con cui contribuisce alla vittoria delle olandesi nella gara di Lisbona per 8-0. A fine novembre 2014, è autrice di tutte le reti segnate dalla sua squadra nel doppio confronto contro l'Italia ai play-off, fissando prima il definitivo pareggio casalingo (1-1), e poi la doppietta decisiva nel successo esterno a Verona che garantisce alle Oranje l'accesso alla fase finale della rassegna iridata. Con 16 gol realizzati in 14 presenze si laurea inoltre miglior marcatrice del proprio girone eliminatorio.
Sotto la guida di Sarina Wiegman partecipa al campionato d'Europa 2017, svoltosi proprio nei Paesi Bassi dove, una raggiunti i quarti di finale, assurge tra i protagonisti del vittorioso cammino olandese: dopo essere rimasta a secco di gol nelle prime tre partite, segna il definitivo 2-0 contro la Svezia, il provvisorio vantaggio in semifinale con l'Inghilterra (3-0) e una doppietta nella finale del 6 agosto vinta 4-2 sulla Danimarca, in virtù della quale l'Olanda si laurea campione d'Europa. Al termine della competizione, Miedema riceve dal Primo ministro Mark Rutte l'Ordine di Orange-Nassau insieme a tutte le altre compagne di squadre.
Nel 2019 viene inserita nella rosa delle 23 convocate per disputare i Mondiali in Francia, venendo schierata titolare in tutte le partite disputate dall'Olanda: il 15 giugno, nella seconda partita della fase a gironi contro il Camerun vinta 3-1, realizza una doppietta che le permette di scavalcare Manon Melis e diventare la miglior marcatrice nella storia della selezione femminile con 60 reti, cui fa seguito il gol che apre le marcature nella sfida dei quarti di finale vinti 2-0 sull'Italia, che le vale il premio di miglior giocatrice e l'accesso alle semifinali. Il cammino delle Oranje si conclude con la sconfitta per 2-0 nella finale svoltasi a Lione contro gli Stati Uniti, che tuttavia non impedisce a Miedema di aggiudicarsi il titolo individuale di Giocatrice dell'anno.
Alle Olimpiadi di Tokyo 2020, posticipate all'estate del 2021 a causa della pandemia di COVID-19, segna dieci gol in quattro presenze, rispettivamente un poker di reti contro lo Zambia (10-3), e due doppiette con Brasile (3-3) e Cina (8-2) nella fase a gironi. Ai quarti di finale contro gli Stati Uniti taglia il traguardo delle 100 presenze in nazionale e realizza due gol; tuttavia, nell'epilogo dei tiri di rigore, rientra fra le giocatrici che non riescono a mettere a segno il proprio tentativo, sancendo l'eliminazione olandese.

## Statistiche

### Cronologia presenze e reti in nazionale
| Cronologia completa delle presenze e delle reti in nazionale ― Paesi Bassi | Cronologia completa delle presenze e delle reti in nazionale ― Paesi Bassi | Cronologia completa delle presenze e delle reti in nazionale ― Paesi Bassi | Cronologia completa delle presenze e delle reti in nazionale ― Paesi Bassi | Cronologia completa delle presenze e delle reti in nazionale ― Paesi Bassi | Cronologia completa delle presenze e delle reti in nazionale ― Paesi Bassi | Cronologia completa delle presenze e delle reti in nazionale ― Paesi Bassi | Cronologia completa delle presenze e delle reti in nazionale ― Paesi Bassi |
| Data                                                                       | Città                                                                      | In casa                                                                    | Risultato                                                                  | Ospiti                                                                     | Competizione                                                               | Reti                                                                       | Note                                                                       |
| -------------------------------------------------------------------------- | -------------------------------------------------------------------------- | -------------------------------------------------------------------------- | -------------------------------------------------------------------------- | -------------------------------------------------------------------------- | -------------------------------------------------------------------------- | -------------------------------------------------------------------------- | -------------------------------------------------------------------------- |
| 26-9-2013                                                                  | Tirana                                                                     | Albania                                                                    | 0 – 4                                                                      | Paesi Bassi                                                                | Amichevole                                                                 | -                                                                          | 84’                                                                        |
| 26-10-2013                                                                 | Lisbona                                                                    | Portogallo                                                                 | 0 – 8                                                                      | Paesi Bassi                                                                | Qual. Mondiali 2015                                                        | 3                                                                          | 75’                                                                        |
| 30-10-2013                                                                 | Waalwijk                                                                   | Paesi Bassi                                                                | 1 – 2                                                                      | Norvegia                                                                   | Qual. Mondiali 2015                                                        | 1                                                                          |                                                                            |
| 23-11-2013                                                                 | Rotterdam                                                                  | Paesi Bassi                                                                | 7 – 0                                                                      | Grecia                                                                     | Qual. Mondiali 2015                                                        | 3                                                                          |                                                                            |
| 12-2-2014                                                                  | Utrecht                                                                    | Paesi Bassi                                                                | 1 – 1                                                                      | Belgio                                                                     | Qual. Mondiali 2015                                                        | 1                                                                          |                                                                            |
| 5-3-2014                                                                   | Larnaca                                                                    | Paesi Bassi                                                                | 2 – 2                                                                      | Nuova Zelanda                                                              | Cyprus Cup 2014 - 1º turno                                                 | 1                                                                          |                                                                            |
| 7-3-2014                                                                   | Nicosia                                                                    | Scozia                                                                     | 4 – 3                                                                      | Paesi Bassi                                                                | Cyprus Cup 2014 - 1º turno                                                 | -                                                                          |                                                                            |
| 10-3-2014                                                                  | Nicosia                                                                    | Paesi Bassi                                                                | 0 – 3                                                                      | Francia                                                                    | Cyprus Cup 2014 - 1º turno                                                 | -                                                                          |                                                                            |
| 12-3-2014                                                                  | Larnaca                                                                    | Paesi Bassi                                                                | 4 – 1                                                                      | Svizzera                                                                   | Cyprus Cup 2014 - Finale 9º posto                                          | 1                                                                          |                                                                            |
| 5-4-2014                                                                   | Atene                                                                      | Grecia                                                                     | 0 – 6                                                                      | Paesi Bassi                                                                | Qual. Mondiali 2015                                                        | 1                                                                          |                                                                            |
| 7-5-2014                                                                   | Bruxelles                                                                  | Belgio                                                                     | 0 – 2                                                                      | Paesi Bassi                                                                | Qual. Mondiali 2015                                                        | 1                                                                          | 90+1’                                                                      |
| 13-9-2014                                                                  | Eindhoven                                                                  | Paesi Bassi                                                                | 3 – 2                                                                      | Portogallo                                                                 | Qual. Mondiali 2015                                                        | 3                                                                          |                                                                            |
| 17-9-2014                                                                  | Oslo                                                                       | Norvegia                                                                   | 0 – 2                                                                      | Paesi Bassi                                                                | Qual. Mondiali 2015                                                        | -                                                                          |                                                                            |
| 25-10-2014                                                                 | Edimburgo                                                                  | Scozia                                                                     | 1 – 2                                                                      | Paesi Bassi                                                                | Qual. Mondiali 2015                                                        | -                                                                          |                                                                            |
| 30-10-2014                                                                 | Rotterdam                                                                  | Paesi Bassi                                                                | 2 – 0                                                                      | Scozia                                                                     | Qual. Mondiali 2015                                                        | -                                                                          | 89’                                                                        |
| 22-11-2014                                                                 | Amsterdam                                                                  | Paesi Bassi                                                                | 1 – 1                                                                      | Italia                                                                     | Qual. Mondiali 2015                                                        | 1                                                                          |                                                                            |
| 27-11-2014                                                                 | Verona                                                                     | Italia                                                                     | 1 – 2                                                                      | Paesi Bassi                                                                | Qual. Mondiali 2015                                                        | 2                                                                          | 90+1’                                                                      |
| 4-3-2015                                                                   | Larnaca                                                                    | Paesi Bassi                                                                | 0 – 1                                                                      | Australia                                                                  | Cyprus Cup 2015 - 1º turno                                                 | -                                                                          |                                                                            |
| 6-3-2015                                                                   | Nicosia                                                                    | Finlandia                                                                  | 0 – 0                                                                      | Paesi Bassi                                                                | Cyprus Cup 2015 - 1º turno                                                 | -                                                                          |                                                                            |
| 9-3-2015                                                                   | Nicosia                                                                    | Inghilterra                                                                | 1 – 1                                                                      | Paesi Bassi                                                                | Cyprus Cup 2015 - 1º turno                                                 | 1                                                                          |                                                                            |
| 11-3-2015                                                                  | Larnaca                                                                    | Scozia                                                                     | 3 – 1                                                                      | Paesi Bassi                                                                | Cyprus Cup 2015 - Finale 5º posto                                          | -                                                                          | 52’, 68’                                                                   |
| 4-4-2015                                                                   | Reykjavík                                                                  | Islanda                                                                    | 2 – 1                                                                      | Paesi Bassi                                                                | Amichevole                                                                 | -                                                                          | 62’                                                                        |
| 8-4-2015                                                                   | Strømmen                                                                   | Norvegia                                                                   | 2 – 3                                                                      | Paesi Bassi                                                                | Amichevole                                                                 | -                                                                          | 75’                                                                        |
| 6-6-2015                                                                   | Edmonton                                                                   | Nuova Zelanda                                                              | 0 – 1                                                                      | Paesi Bassi                                                                | Mondiali 2015 - 1º turno                                                   | -                                                                          | 81’                                                                        |
| 11-6-2015                                                                  | Edmonton                                                                   | Cina                                                                       | 1 – 0                                                                      | Paesi Bassi                                                                | Mondiali 2015 - 1º turno                                                   | -                                                                          |                                                                            |
| 15-6-2015                                                                  | Montréal                                                                   | Paesi Bassi                                                                | 1 – 1                                                                      | Canada                                                                     | Mondiali 2015 - 1º turno                                                   | -                                                                          |                                                                            |
| 17-9-2015                                                                  | Doetinchem                                                                 | Paesi Bassi                                                                | 8 – 0                                                                      | Bielorussia                                                                | Amichevole                                                                 | 2                                                                          |                                                                            |
| 23-10-2015                                                                 | Parigi                                                                     | Francia                                                                    | 1 – 2                                                                      | Paesi Bassi                                                                | Amichevole                                                                 | -                                                                          | 82’                                                                        |
| 29-11-2015                                                                 | Volendam                                                                   | Paesi Bassi                                                                | 3 – 1                                                                      | Giappone                                                                   | Amichevole                                                                 | -                                                                          | 78’                                                                        |
| 22-1-2016                                                                  | Belo Horizonte                                                             | Brasile                                                                    | 0 – 2                                                                      | Paesi Bassi                                                                | Amichevole                                                                 | -                                                                          |                                                                            |
| 25-1-2016                                                                  | Istanbul                                                                   | Paesi Bassi                                                                | 2 – 1                                                                      | Danimarca                                                                  | Amichevole                                                                 | 1                                                                          | 38’                                                                        |
| 2-3-2016                                                                   | Ginevra                                                                    | Svizzera                                                                   | 3 – 4                                                                      | Paesi Bassi                                                                | Qual. Olimpiadi 2016                                                       | 1                                                                          |                                                                            |
| 5-3-2016                                                                   | Oslo                                                                       | Norvegia                                                                   | 4 – 1                                                                      | Paesi Bassi                                                                | Qual. Olimpiadi 2016                                                       | -                                                                          |                                                                            |
| 9-3-2016                                                                   | Utrecht                                                                    | Paesi Bassi                                                                | 1 – 1                                                                      | Svezia                                                                     | Qual. Olimpiadi 2016                                                       | 1                                                                          |                                                                            |
| 10-4-2016                                                                  | Eindhoven                                                                  | Paesi Bassi                                                                | 1 – 2                                                                      | Canada                                                                     | Amichevole                                                                 | -                                                                          |                                                                            |
| 7-6-2016                                                                   | Waalwijk                                                                   | Paesi Bassi                                                                | 2 – 0                                                                      | Sudafrica                                                                  | Amichevole                                                                 | 2                                                                          |                                                                            |
| 18-9-2016                                                                  | Atlanta                                                                    | Stati Uniti                                                                | 3 – 1                                                                      | Paesi Bassi                                                                | Amichevole                                                                 | -                                                                          | 62’                                                                        |
| 20-10-2016                                                                 | Edimburgo                                                                  | Scozia                                                                     | 0 – 7                                                                      | Paesi Bassi                                                                | Amichevole                                                                 | 2                                                                          | 62’                                                                        |
| 25-10-2016                                                                 | Berlino                                                                    | Germania                                                                   | 4 – 2                                                                      | Paesi Bassi                                                                | Amichevole                                                                 | 1                                                                          |                                                                            |
| 20-1-2017                                                                  | Rotterdam                                                                  | Paesi Bassi                                                                | 7 – 1                                                                      | Romania                                                                    | Amichevole                                                                 | 2                                                                          | 60’                                                                        |
| 24-1-2017                                                                  | Nižnij Novgorod                                                            | Russia                                                                     | 0 – 4                                                                      | Paesi Bassi                                                                | Amichevole                                                                 | 3                                                                          |                                                                            |
| 30-2-2017                                                                  | Amsterdam                                                                  | Paesi Bassi                                                                | 1 – 0                                                                      | Cina                                                                       | Amichevole                                                                 | -                                                                          | 74’                                                                        |
| 3-3-2017                                                                   | Lisbona                                                                    | Australia                                                                  | 3 – 2                                                                      | Paesi Bassi                                                                | Algarve Cup 2017 - 1º turno                                                | 1                                                                          |                                                                            |
| 6-3-2017                                                                   | Lagos                                                                      | Svezia                                                                     | 0 – 1                                                                      | Paesi Bassi                                                                | Algarve Cup 2017 - 1º turno                                                | -                                                                          | 46’                                                                        |
| 8-3-2017                                                                   | Faro                                                                       | Giappone                                                                   | 2 – 3                                                                      | Paesi Bassi                                                                | Algarve Cup 2017 - 1º turno                                                | 1                                                                          |                                                                            |
| 7-4-2017                                                                   | Utrecht                                                                    | Paesi Bassi                                                                | 1 – 2                                                                      | Francia                                                                    | Amichevole                                                                 | -                                                                          |                                                                            |
| 11-4-2017                                                                  | Doetinchem                                                                 | Paesi Bassi                                                                | 4 – 0                                                                      | Islanda                                                                    | Amichevole                                                                 | 2                                                                          |                                                                            |
| 9-6-2017                                                                   | Breda                                                                      | Paesi Bassi                                                                | 0 – 1                                                                      | Giappone                                                                   | Amichevole                                                                 | -                                                                          | 65’                                                                        |
| 13-6-2017                                                                  | Deventer                                                                   | Paesi Bassi                                                                | 3 – 0                                                                      | Austria                                                                    | Amichevole                                                                 | 1                                                                          |                                                                            |
| 8-7-2017                                                                   | Rotterdam                                                                  | Paesi Bassi                                                                | 5 – 0                                                                      | Galles                                                                     | Amichevole                                                                 | 2                                                                          | 80’                                                                        |
| 16-7-2017                                                                  | Utrecht                                                                    | Paesi Bassi                                                                | 1 – 0                                                                      | Norvegia                                                                   | Euro 2017 - 1º turno                                                       | -                                                                          |                                                                            |
| 20-7-2017                                                                  | Rotterdam                                                                  | Paesi Bassi                                                                | 1 – 0                                                                      | Danimarca                                                                  | Euro 2017 - 1º turno                                                       | -                                                                          |                                                                            |
| 24-7-2017                                                                  | Tilburg                                                                    | Belgio                                                                     | 1 – 2                                                                      | Paesi Bassi                                                                | Euro 2017 - 1º turno                                                       | -                                                                          | 72’, 84’                                                                   |
| 29-7-2017                                                                  | Doetinchem                                                                 | Paesi Bassi                                                                | 2 – 0                                                                      | Svezia                                                                     | Euro 2017 - Quarti di finale                                               | 1                                                                          |                                                                            |
| 3-8-2017                                                                   | Enschede                                                                   | Paesi Bassi                                                                | 3 – 0                                                                      | Inghilterra                                                                | Euro 2017 - Semifinale                                                     | 1                                                                          |                                                                            |
| 6-8-2017                                                                   | Enschede                                                                   | Paesi Bassi                                                                | 4 – 2                                                                      | Danimarca                                                                  | Euro 2017 - Finale                                                         | 2                                                                          |                                                                            |
| 23-10-2017                                                                 | Groninga                                                                   | Paesi Bassi                                                                | 1 – 0                                                                      | Norvegia                                                                   | Qual. Mondiali 2019                                                        | 1                                                                          |                                                                            |
| 24-11-2017                                                                 | Bratislava                                                                 | Slovenia                                                                   | 0 – 5                                                                      | Paesi Bassi                                                                | Qual. Mondiali 2019                                                        | 2                                                                          |                                                                            |
| 28-11-2017                                                                 | Nimega                                                                     | Paesi Bassi                                                                | 0 – 0                                                                      | Irlanda                                                                    | Qual. Mondiali 2019                                                        | -                                                                          |                                                                            |
| 6-4-2018                                                                   | Eindhoven                                                                  | Paesi Bassi                                                                | 7 – 0                                                                      | Irlanda del Nord                                                           | Qual. Mondiali 2019                                                        | 1                                                                          |                                                                            |
| 4-9-2018                                                                   | Oslo                                                                       | Norvegia                                                                   | 2 – 1                                                                      | Paesi Bassi                                                                | Qual. Mondiali 2019                                                        | 1                                                                          |                                                                            |
| 5-10-2018                                                                  | Breda                                                                      | Paesi Bassi                                                                | 2 – 0                                                                      | Danimarca                                                                  | Qual. Mondiali 2019                                                        | -                                                                          | 71’                                                                        |
| 9-10-2018                                                                  | Viborg                                                                     | Danimarca                                                                  | 1 – 2                                                                      | Paesi Bassi                                                                | Qual. Mondiali 2019                                                        | -                                                                          | 78’                                                                        |
| 9-11-2018                                                                  | Utrecht                                                                    | Paesi Bassi                                                                | 3 – 0                                                                      | Svizzera                                                                   | Qual. Mondiali 2019                                                        | 1                                                                          |                                                                            |
| 13-11-2018                                                                 | Sciaffusa                                                                  | Svizzera                                                                   | 1 – 1                                                                      | Paesi Bassi                                                                | Qual. Mondiali 2019                                                        | 1                                                                          | 85’                                                                        |
| 20-1-2019                                                                  | Città del Capo                                                             | Sudafrica                                                                  | 1 – 2                                                                      | Paesi Bassi                                                                | Amichevole                                                                 | 1                                                                          | 46’                                                                        |
| 27-2-2019                                                                  | Faro                                                                       | Spagna                                                                     | 2 – 0                                                                      | Paesi Bassi                                                                | Algarve Cup 2019 - 1º turno                                                | -                                                                          | 58’                                                                        |
| 4-3-2019                                                                   | Parchal                                                                    | Paesi Bassi                                                                | 0 – 1                                                                      | Polonia                                                                    | Algarve Cup 2019 - 1º turno                                                | -                                                                          | 76’                                                                        |
| 6-3-2019                                                                   | Albufeira                                                                  | Cina                                                                       | 1 – 1 dts (2 - 4 dtr)                                                      | Paesi Bassi                                                                | Algarve Cup 2019 - Finale 11º posto                                        | 1                                                                          |                                                                            |
| 5-4-2019                                                                   | Rotterdam                                                                  | Paesi Bassi                                                                | 2 – 0                                                                      | Messico                                                                    | Amichevole                                                                 | 1                                                                          | 87’                                                                        |
| 9-4-2019                                                                   | Tilburg                                                                    | Paesi Bassi                                                                | 7 – 0                                                                      | Cile                                                                       | Amichevole                                                                 | 1                                                                          | 79’                                                                        |
| 4-6-2019                                                                   | Deventer                                                                   | Paesi Bassi                                                                | 3 – 0                                                                      | Australia                                                                  | Amichevole                                                                 | 1                                                                          | 65’                                                                        |
| 11-6-2019                                                                  | Bordeaux                                                                   | Nuova Zelanda                                                              | 0 – 1                                                                      | Paesi Bassi                                                                | Mondiali 2019 - 1º turno                                                   | -                                                                          |                                                                            |
| 15-6-2019                                                                  | Le Havre                                                                   | Paesi Bassi                                                                | 3 – 1                                                                      | Camerun                                                                    | Mondiali 2019 - 1º turno                                                   | 2                                                                          |                                                                            |
| 20-6-2019                                                                  | Reims                                                                      | Paesi Bassi                                                                | 2 – 1                                                                      | Canada                                                                     | Mondiali 2019 - 1º turno                                                   | -                                                                          |                                                                            |
| 25-6-2019                                                                  | Rennes                                                                     | Paesi Bassi                                                                | 2 – 1                                                                      | Giappone                                                                   | Mondiali 2019 - Ottavi di finale                                           | -                                                                          |                                                                            |
| 29-6-2019                                                                  | Valenciennes                                                               | Italia                                                                     | 0 – 2                                                                      | Paesi Bassi                                                                | Mondiali 2019 - Quarti di finale                                           | 1                                                                          | 86’                                                                        |
| 3-7-2019                                                                   | Lione                                                                      | Paesi Bassi                                                                | 1 – 0                                                                      | Svezia                                                                     | Mondiali 2019 - Semifinale                                                 | -                                                                          |                                                                            |
| 7-7-2019                                                                   | Lione                                                                      | Stati Uniti                                                                | 2 – 0                                                                      | Paesi Bassi                                                                | Mondiali 2019 - Finale                                                     | -                                                                          |                                                                            |
| 30-8-2019                                                                  | Tallinn                                                                    | Estonia                                                                    | 0 – 7                                                                      | Paesi Bassi                                                                | Qual. Euro 2022                                                            | 2                                                                          | 73’                                                                        |
| 1-10-2019                                                                  | Murska Sobota                                                              | Slovenia                                                                   | 2 – 4                                                                      | Paesi Bassi                                                                | Qual. Euro 2022                                                            | 1                                                                          |                                                                            |
| 6-10-2019                                                                  | Eindhoven                                                                  | Paesi Bassi                                                                | 2 – 0                                                                      | Russia                                                                     | Qual. Euro 2022                                                            | 1                                                                          | 81’                                                                        |
| 8-11-2019                                                                  | Smirne                                                                     | Turchia                                                                    | 0 – 8                                                                      | Paesi Bassi                                                                | Qual. Euro 2022                                                            | 2                                                                          | 72’                                                                        |
| 12-11-2019                                                                 | Arnhem                                                                     | Paesi Bassi                                                                | 4 – 1                                                                      | Slovenia                                                                   | Qual. Euro 2022                                                            | 2                                                                          |                                                                            |
| 4-3-2020                                                                   | Valenciennes                                                               | Francia                                                                    | 0 – 0                                                                      | Paesi Bassi                                                                | Amichevole                                                                 | -                                                                          | 45+1’ 84’                                                                  |
| 18-9-2020                                                                  | Mosca                                                                      | Russia                                                                     | 0 – 1                                                                      | Paesi Bassi                                                                | Qual. Euro 2022                                                            | -                                                                          | 88’                                                                        |
| 23-10-2020                                                                 | Utrecht                                                                    | Paesi Bassi                                                                | 7 – 0                                                                      | Estonia                                                                    | Qual. Euro 2022                                                            | -                                                                          |                                                                            |
| 27-10-2020                                                                 | Pristina                                                                   | Kosovo                                                                     | 0 – 6                                                                      | Paesi Bassi                                                                | Qual. Euro 2022                                                            | 1                                                                          | 60’                                                                        |
| 18-2-2021                                                                  | Bruxelles                                                                  | Belgio                                                                     | 1 – 6                                                                      | Paesi Bassi                                                                | Amichevole                                                                 | 2                                                                          | 74’                                                                        |
| 24-2-2021                                                                  | Venlo                                                                      | Paesi Bassi                                                                | 2 – 1                                                                      | Germania                                                                   | Amichevole                                                                 | -                                                                          | 87’                                                                        |
| 9-4-2021                                                                   | Cadice                                                                     | Spagna                                                                     | 1 – 0                                                                      | Paesi Bassi                                                                | Amichevole                                                                 | -                                                                          |                                                                            |
| 13-4-2021                                                                  | Nimega                                                                     | Paesi Bassi                                                                | 5 – 0                                                                      | Australia                                                                  | Amichevole                                                                 | 1                                                                          | 73’                                                                        |
| 15-6-2021                                                                  | Enschede                                                                   | Paesi Bassi                                                                | 7 – 0                                                                      | Norvegia                                                                   | Amichevole                                                                 | 2                                                                          | 62’                                                                        |
| 17-9-2021                                                                  | Groninga                                                                   | Paesi Bassi                                                                | 1 – 1                                                                      | Rep. Ceca                                                                  | Qual. Mondiali 2023                                                        | 1                                                                          |                                                                            |
| 21-9-2021                                                                  | Reykjavík                                                                  | Islanda                                                                    | 0 – 2                                                                      | Paesi Bassi                                                                | Qual. Mondiali 2023                                                        | -                                                                          | 90+1’                                                                      |
| 22-10-2021                                                                 | Larnaca                                                                    | Cipro                                                                      | 0 – 8                                                                      | Paesi Bassi                                                                | Qual. Mondiali 2023                                                        | 1                                                                          |                                                                            |
| 27-11-2021                                                                 | Ostrava                                                                    | Rep. Ceca                                                                  | 2 – 2                                                                      | Paesi Bassi                                                                | Qual. Mondiali 2023                                                        | 1                                                                          |                                                                            |
| 16-2-2022                                                                  | Caen                                                                       | Brasile                                                                    | 1 – 1                                                                      | Paesi Bassi                                                                | Amichevole                                                                 | -                                                                          |                                                                            |
| 8-4-2022                                                                   | Groninga                                                                   | Paesi Bassi                                                                | 12 – 0                                                                     | Cipro                                                                      | Qual. Mondiali 2023                                                        | 3                                                                          | 78’                                                                        |
| 12-4-2022                                                                  | L'Aia                                                                      | Paesi Bassi                                                                | 5 – 1                                                                      | Sudafrica                                                                  | Amichevole                                                                 | 1                                                                          |                                                                            |
| 24-6-2022                                                                  | Leeds                                                                      | Inghilterra                                                                | 5 – 1                                                                      | Paesi Bassi                                                                | Amichevole                                                                 | -                                                                          | 62’                                                                        |
| 28-6-2022                                                                  | Tilburg                                                                    | Paesi Bassi                                                                | 3 – 0                                                                      | Bielorussia                                                                | Qual. Mondiali 2023                                                        | -                                                                          | 65’                                                                        |
| 2-7-2022                                                                   | Enschede                                                                   | Paesi Bassi                                                                | 2 – 0                                                                      | Finlandia                                                                  | Amichevole                                                                 | 2                                                                          | 84’                                                                        |
| 9-7-2022                                                                   | Sheffield                                                                  | Paesi Bassi                                                                | 1 – 1                                                                      | Svezia                                                                     | Euro 2022 - 1º turno                                                       | -                                                                          |                                                                            |
| 23-7-2022                                                                  | Rotherham                                                                  | Francia                                                                    | 1 – 0                                                                      | Paesi Bassi                                                                | Euro 2022 - Quarti di finale                                               | -                                                                          | 103’                                                                       |
| 2-9-2022                                                                   | Zwolle                                                                     | Paesi Bassi                                                                | 2 – 1                                                                      | Scozia                                                                     | Amichevole                                                                 | 1                                                                          | 64’                                                                        |
| 6-9-2022                                                                   | Utrecht                                                                    | Paesi Bassi                                                                | 1 – 0                                                                      | Islanda                                                                    | Qual. Mondiali 2023                                                        | -                                                                          |                                                                            |
| 27-10-2023                                                                 | Nimega                                                                     | Paesi Bassi                                                                | 4 – 0                                                                      | Scozia                                                                     | UEFA Women's Nations League 2023-2024 - 1º turno                           | -                                                                          | 83’                                                                        |
| 5-12-2023                                                                  | Tilburg                                                                    | Paesi Bassi                                                                | 4 – 0                                                                      | Belgio                                                                     | UEFA Women's Nations League 2023-2024 - 1º turno                           | 1                                                                          | 67’                                                                        |
| 23-2-2024                                                                  | Siviglia                                                                   | Spagna                                                                     | 3 – 0                                                                      | Paesi Bassi                                                                | UEFA Women's Nations League 2023-2024 - Semifinale                         | -                                                                          | 46’                                                                        |
| 12-7-2024                                                                  | Sittard                                                                    | Paesi Bassi                                                                | 0 – 0                                                                      | Italia                                                                     | Qual. Euro 2025                                                            | -                                                                          |                                                                            |
| 16-7-2024                                                                  | Bergen                                                                     | Norvegia                                                                   | 1 – 1                                                                      | Paesi Bassi                                                                | Qual. Euro 2025                                                            | 1                                                                          | 86’                                                                        |
| 21-2-2025                                                                  | Breda                                                                      | Paesi Bassi                                                                | 2 – 2                                                                      | Germania                                                                   | UEFA Women's Nations League 2025 - 1º turno                                | -                                                                          | 71’                                                                        |
| 25-2-2025                                                                  | Glasgow                                                                    | Scozia                                                                     | 1 – 2                                                                      | Paesi Bassi                                                                | UEFA Women's Nations League 2025 - 1º turno                                | 1                                                                          | 70’                                                                        |
| 4-4-2025                                                                   | Rotterdam                                                                  | Paesi Bassi                                                                | 3 – 1                                                                      | Austria                                                                    | UEFA Women's Nations League 2025 - 1º turno                                | -                                                                          | 72’                                                                        |
| 8-4-2025                                                                   | Altach                                                                     | Austria                                                                    | 1 – 3                                                                      | Paesi Bassi                                                                | UEFA Women's Nations League 2025 - 1º turno                                | 1                                                                          | 77’                                                                        |
| 26-6-2025                                                                  | Leeuwarden                                                                 | Paesi Bassi                                                                | 2 – 1                                                                      | Finlandia                                                                  | UEFA Women's Nations League 2025 - 1º turno                                | 2                                                                          | 62’                                                                        |
| 5-7-2025                                                                   | Lucerna                                                                    | Galles                                                                     | 0 – 3                                                                      | Paesi Bassi                                                                | Euro 2025 - 1º turno                                                       | 1                                                                          | 71’                                                                        |
| 9-7-2025                                                                   | Zurigo                                                                     | Inghilterra                                                                | 4 – 0                                                                      | Paesi Bassi                                                                | Euro 2025 - 1° turno                                                       | -                                                                          | 66’                                                                        |
| Totale                                                                     |                                                                            | Presenze                                                                   | 124                                                                        |                                                                            | Reti                                                                       | 91                                                                         |                                                                            |

## Palmarès

### Club
- Campionato tedesco: 2

Bayern Monaco: 2014-2015, 2015-2016
- Campionato inglese: 1

Arsenal: 2018-2019
- FA Women's League Cup: 3

Arsenal: 2017-2018, 2022-2023, 2023-2024

### Nazionale
- Campionato europeo femminile di calcio: 1

Paesi Bassi 2017
- Campionato europeo femminile under 19 di calcio: 1

Norvegia 2014

### Individuale
- Capocannoniere del torneo di calcio femminile olimpico: 1

Olimpiadi di Tokyo 2020 (10 reti)
- Capocannoniere della UEFA Women's Champions League: 1

2016-2017 (8 reti a pari merito con Zsanett Jakabfi)
- Capocannoniere del campionato inglese: 1

2018-2019 (21 reti)
- Capocannoniere della BeNe League: 1

Heerenveen: 2013-2014 (41 reti)
- UEFA Golden Player: 1

Campionato europeo femminile under 19 di calcio 2014